# USS Texas (1892)
USS Texas побудували у США на початку 1890-тих. Перший сучасний американський лінкор, який увійшов до складу ВМС США став реакцією на придбання сучасних броньованих кораблів кількома державами Латинської Америки, та за задумом мав враховувати останні на той час інновації у кораблебудуванні та морській тактиці. Це включало ешелоноване розташування гармат головного калібру для максимізації залпу по будь якому напрямку та сильно броньовану цитадель, яка захищала артилерію та основні механізми. Водночас через недостатній рівень розвитку американської промисловості того часу, будівництво «Техасу» затягнулося і він став морально застарілим вже на момент вступу у стрій. Тим не менш, цей корабель та броньований крейсер «Мен» розглядалися як покращення конструкторських спроможностей у США.
«Техас» набув репутації нещасливого корабля після кількох інцидентів  на початку кар'єри. Так, були проблеми під час будівництва, посадка на мілину біля Ньюпорта, Род-Айленд, а невдовзі після затоплення його приміщень під час ремонту у доці в Нью-Йорку. Тоді корабель сів на дно і вода залила його гарматну палубу, а кілька членів екіпажу втопилися. Корабель також отримав значні ушкодження у сухому доку після того, як його підняли. Репутація «Техасу» покращилась завдяки службі під час Іспано-американської війни, коли він брав участь у блокаді узбережжя Куби та вирішальній битві при Сантьяго-де-Куба.
Після війни «Техас» продовжив служби з перервами на кілька модернізацій. У 1908 році він став кораблем-станціонером у Чарльстоні, а в 1911 році був перейменований на «Сан-Маркос», щоб звільнити ім'я для USS Texas (BB-35), нового лінкора. Того ж року він став кораблем-мішенню і був затоплений на мілководді в Чесапікській затоці. Він використовувався у цій ролі під час Другої світової війни і був частково зруйнований в 1959 році, оскільки залишки корабля вважалися небезпечними для навігації.

## Конструкція і контекст появи

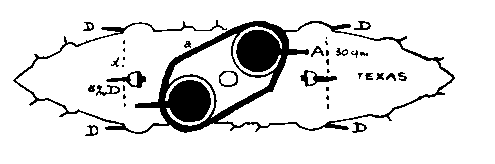
План «Техасу» з видання «Jane's Fighting Ships» 1900 року. Буква «A» позначає гармати головного калібру, а «D» показує розташування шестидюймових гармат

Отримання лінійного корабля «Ріачуелло» в 1883 році та придбання інших броньованих військових кораблів Бразилією, Аргентиною та Чилі незабаром після цього викликали занепокоєння уряду Сполучених Штатів, оскільки бразильський флот тепер був найпотужнішим у Західній півкулі. Військово-морський флот Сполучених Штатів по суті був зведений до сил берегової оборони. Голова Комітету з військово-морських справ Палати представників, конгресмен Гіларі А. Герберт так охарактеризував ситуацію: «Якби весь наш старий флот, вишикуввся у бойовий порядок посеред океану та зіткнувся з «Ріачуелло», сумнівно, чи хоча б один корабель з американським прапором повернувся до порту».
Консультативна рада військово-морського флоту, зіткнувшись з можливістю дій ворожих броненосців біля американського узбережжя, почала планувати побудову пари кораблів для захисту цього узбережжя в 1884 році. Обидва ці кораблі мали помішатися в існуючі доки та отримати невелику осадку, щоб вони могли використовувати всі основні американські порти та бази. Вони повинні були мати мінімальну швидкість 17 вузлів   та близько 6100 тон водотонажності. Обидва вони були оптимізовані для ведення вогню по курсу, а гарматні башти були розміщені у спонсонах над бортами корабля та розташовані ешелоновано, щоб вони могли вести вогонь через палубу, подібно до лінійних кораблів «Ріачуелло» та «Аквідаба». Перший корабель, закладений для традиційної на той час місії броньованого крейсера, який заміщає лінійний корабель для виконання завдань, озброєний чотирма 10 дюймовими гарматами, став та «Мен». Інший, озброєний двома 12 дюймовими гарматами  став «Техас», перший корабель, названий на честь цього штату, у ВМС США.
Міністерство військово-морських сил провело міжнародний конкурс проектів для «Техас», і переможцем стала Naval Construction & Armaments Co. з Барроу-ін-Фернесс, Англія. Проект-переможець передбачав розміщення передньої башти  «Техасу» по лівому борту, а кормову башту - по правому борту. Необхідність вести вогонь через палубу призвела до того, що надбудову було розділено на три частини, щоб кожна гармата могла вести вогонь між секціями надбудови. Це значно обмежувало здатність гармат вести вогонь  через палубу, оскільки надбудова все ще обмежувала сектор обстрілу кожної гармати. Крім того, ні палуба, ні надбудова не були посилені, щоб витримати вплив розпечених газів, які виривалися з дула під час пострілу гармати. Тому під час битви за Сантьяго-де-Куба була пошкоджена палуба правого борту.
Навіть за п’ять років до завершення будівництва «Техасу» відповідний руйнівний вплив  важався неприйнятним і в європейських флотах відмовилися від ешелонованого розташування гармат головного калібру. Таким чином схема озброєння корабля була застарілою на момент появи. На той час новий Рада з питань кораблебудівництва розглядала плани ґрунтовної модернізації згідно з якою  гармати головного калібру «Техасу» розташували б по центральній лінії, або у двох одинарних баштах, або в одній здвоєній, а важка цитадель була б ліквідована. Однак будівництво на той час було вже на пізній стадії, аби такі маштабні зміни були практичними, тож міністр ВМС Бенджамін Трейсі обмежив Раду лише окремими вдосконаленнями. 